# Roland Cardon
Roland Cardon (Ronse, België, 15 april 1929 – 18 augustus 2001) was een Belgisch componist, muziekpedagoog en dirigent. Hij publiceerde ook onder zijn pseudoniem Guy Rodenhof.

## Levensloop
Zijn eerste muziekles kreeg hij van zijn broer Denis, waar hij klarinet en het notensysteem leerde. Hij werd lid van de Koninklijke Harmonie "St. Cecilia van de Christen Volksbond" te Ronse en de dirigent Maurice Flamant gaf hem het advies naar de muziek-academie in Ronse te gaan. Daar studeerde hij notenleer, fluit, cello en saxofoon. Na de Tweede Wereldoorlog begon Cardon zijn muziekstudie aan het Koninklijk Conservatorium van Gent. Na het behalen van de diploma's voor fluit en kamermuziek voltooide hij zijn studies aan het Koninklijk Conservatorium in Luik harmonieleer, contrapunt en fuga bij Sylvain Dupuis.
In 1954 ging hij in de dienst bij het Muziekkorps van de 12e brigade in Aarlen als solo fluitist. In 1957 werd hij dirigent van het muziekkorps van de 4e brigade in Luik. Het muziekkorps van de binnenlandse strijdkrachten in Aarlen benoemde hem in 1963 tot hun dirigent. In 1973 werd hij opvolger van Charles Frison als dirigent van de Muziekkapel van de Rijkswacht in Brussel. In deze functie bleef hij tot hij op 31 december 1981 met pensioen ging.
Naast zijn werkzaamheid als dirigent van militaire orkesten, was hij ook een veelgevraagd leraar en docent aan de muziekacademies en conservatoria. Van 1963 tot 1972 was hij verantwoordelijke docent voor houtblazers en musiceren in het orkest in de muziekschool van Aarlen. Van 1973 tot 1982 leerde hij fluit aan de muziek-academie in Vilvoorde. Verder leerde hij aan de Rijksmuziekacademie in Etterbeek eveneens fluit van 1973 tot 1977. Van 1974 tot 1977 was hij docent voor HaFa-directie aan het Koninklijke Muziek-Conservatorium te Brussel. Van 1 januari 1982 tot 1 juli 1994 was hij directeur van het stedelijke conservatorium in Oostende.
Cardon was een veelzijdig componist. Op vrijdag 13 april 2012 werd, als hommage voor de muzikant Roland Cardon, in Ronse een galaconcert gehouden door het Koninklijke Muziekkapel van de Gidsen o.l.v. kapelmeester Yves Segers.

## Compositie

### Werken voor orkest
- Serenade, voor strijkers
  1. Moderato
  2. Andante
  3. Allegro

### Werken voor harmonie- en fanfareorkest
- 1968 Capriccio in Blue
- 1988 Pasticcio, concertouverture
- 1988 Childrens Symphony
  1. Birthday (verjaardag-geboorte)
  2. Lullaby
  3. Dance
  4. Finale (Playtime)
- Ad Futurum
- Arlequino, ouverture in sonatenvorm
- Blue, sweet & swing, voor klarinettenkoor
- Claribel, voor klarinettenkoor
- Concertino, voor piano en harmonieorkest
- Cricket First
- Dance Party, suite
  1. Bossalero
  2. Tangentino
  3. Chachambo
  4. Salsamba
- Dear Harry
- De Engelbewaarders
- De Gilde
- Dorpsfanfare "25"
- Fantasia en Rondo, voor klarinettenkoor
- Go (marche)
- Goede Nacht - Tot Weerziens, voor gemengd koor en harmonieorkest
- Hello, voor harmonieorkest
- Het gulden ei
- Hooglede '78
- Intrada
- Izegem 900
- Jubilate
- La marche du souvenir
- Le Grand Manège
- Lovers Prayer, voor altsaxofoon solo en harmonieorkest
- Lullaby, voor klarinettenkoor
- Majorette-special
- Marche de la Légion Mobile de la Gendarmerie
- Mars van het Koninklijk Escorte
- Mars van de infanterieschool
- Mauritiana
- Moods, voor klarinettenkoor
- Mozart, Weber & Co., voor klarinettenkoor
- Nuts City
- Ouverture 150, voor klarinettenkoor
- Prelude, voor klarinettenkoor
- Rondo Fantastico
- Saint-Pol sur Mer
- Serenade, voor klarinettenkoor
- The Way In
- Theme & Dance, voor klarinettenkoor
- Three Inventions, voor klarinettenkoor
- Time is over
- Vicennium

### Kamermuziek
- Andante & Allegro Moderato, voor gitaar-ensemble
- B & J, duo voor trompet en klarinet
- Close-Up, voor slagwerk-ensemble
- Four Miniatures, voor saxofoon solo
- Introduction & Dance, voor basklarinet en piano
  1. Lento poco rubato
  2. Allegro con spirito
- Invertings, voor klarinet solo
  1. Lento poco rubato
  2. Allegro moderato
- Melopée & Dans, voor fluit en piano
- Siciliana, voor altsaxofoon en piano
- Three Shorty's, voor koperkwintet
  1. Allegro moderato
  2. Adagio
  3. Allegro giocoso